# Ostrogoth (groupe)
Pour les articles homonymes, voir Ostrogoth.
Ostrogoth est un groupe belge de heavy metal, originaire de Gand, en Région flamande. 
Le groupe fait partie de la New wave of British heavy metal, bien qu'il ne soit pas originaire de Grande-Bretagne. Ils ont été influencés par des groupes et artistes similaires comme Iron Maiden, Judas Priest, Michael Schenker et Scorpions. 

## Histoire
Le premier précurseur du groupe est formé en 1976, lorsque le batteur Mario Pauwels et le bassiste Marnix Van De Kauter jouent ensemble dans un groupe. La véritable naissance du groupe a lieu en 1980, avec le guitariste Jean-Pierre De Keghel et le chanteur Luc Minne. Un an plus tard, ils changent de guitariste, Hans Vandekerckhove rejoignant le groupe à la place de Jean-Pierre. Au cours de l'été 1981, le groupe donne son premier concert lors des Gentse Feesten. Un an plus tard, un deuxième guitariste, Rudy Vercruysse, rejoint le groupe. Ils voulaient en effet jouer des mélodies harmonieuses à la manière des groupes britanniques. Cette année-là, Marc De Brauwer remplace Luc au chant. Au fil des années, ils ont partagé la scène avec notamment Def Leppard, Manowar, Vandenberg, Loudness, Uriah Heep et Gary Moore.
En 1983, ils sortent leur premier EP Full Moon's Eyes et signent chez Mausoleum Records. En 1984, ils sortent Ecstasy and Danger, qui attire l'intérêt de la presse spécialisée,,. Ils sortent deux autres albums dans les années 1980 et le groupe se sépare en 1988.
En 2002, le groupe se réunit une seule fois. En 2010, le groupe se réunit à nouveau et continue à donner des concerts, bien qu'avec un line-up résolument différent. En 2015, ils sortent leur dernier album et EP en date, Last Tribe Standing.

## Discographie
- 1983 : Full Moon's Eyes (EP)
- 1984 : Ecstasy and Danger
- 1985 : Too Hot
- 1987 : Feelings of Fury
- 2015 : Last Tribe Standing (EP)